# Willemeau
Willemeau est une section de la ville belge de Tournai, située en Wallonie picarde et en Flandre romane dans la province de Hainaut.
C'était, avant la fusion des communes de 1977, une commune à part entière.
Willemeau se dit Wilmo en wallon (langue qui n'est pas parlée à Willemeau).

## Évolution démographique
- Sources : INS, Rem. : 1831 jusqu'en 1970 = recensements, 1976 = nombre d'habitants au 31 décembre.

## Histoire
Ghibrechies était un fief sur la commune de Willemeau donnant à son titulaire, le titre de seigneur.
Vers 1650, Lancelot de Haudion (Haudion était un hameau de Lamain), est seigneur de Ghibrechies et Wyneghem, et l'époux de Gertrude de Hoensbroek .
Pierre-Ulric de Haudion, fils de Lancelot, seigneur de Ghibrechies et de Wyneghem,, épouse en 1654 une descendante de la famille de Tenremonde. Elle lui amène les fiefs de Bachy et du Gars.
Louis-Ulric-Ermenegilde de Haudion, fils de Pierre-Ulric, est baron de Haudion, seigneur de Ghibrechies, de Bachy, de la Catoire, de Pipaix et du Gars, fief sur Wazemmes. Il fait son testament à Tournai le 26 février 1712, meurt à Tournai en 1712, est inhumé à Beclers. il épouse Jeanne Hubertine de Warnant, morte en 1712.
Philippe-Louis-Ulric de Haudion, fils de Louis Ulric Ermenegilde, baron de Haudion, seigneur de Ghibrechies, la Catoire, Pipaix est ensuite retrouvé.
Nicolas Alexandre Antoine de Haudion, baron de Haudion et Ghibrechies, seigneur de Bachy, meurt sans postérité en 1778,.

## Patrimoine et culture

### Patrimoine architectural

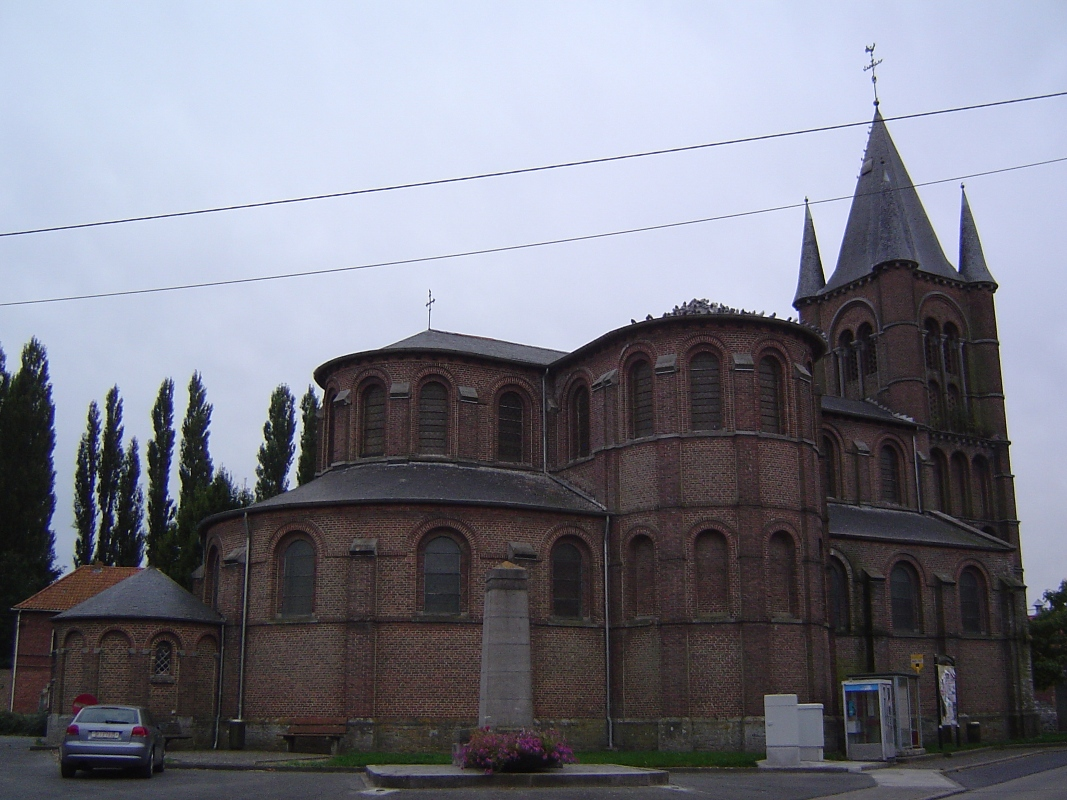
Église Saint-Géry, vue de côté.

- L'église Saint-Géry, de style néo-roman, construite entre 1859 et 1863 par l'architecte tournaisien Justin Bruyenne.
- La chapelle du Calvaire.
- La Cense des Lamotte-Baraffe.
- La Maladrerie.
- Vestiges romains.